# Округ Вејн (Индијана)
Округ Вејн (енгл. Wayne County) је округ у америчкој савезној држави Индијана.

## Демографија
По попису из 2010. године број становника је 68.917, што је 2.18 (-3,1%) становника мање 2000. године.
| Група             | 2000.          | 2010.          |
| Белци             | 64.967 (91,4%) | 61.322 (89,0%) |
| Афроамериканци    | 3.627 (5,1%)   | 3.418 (5,0%)   |
| Азијати           | 365 (0,5%)     | 527 (0,8%)     |
| Хиспаноамериканци | 971 (1,4%)     | 1.804 (2,6%)   |
| Укупно            | 71.097         | 68.917         |